# Amunicja treningowa

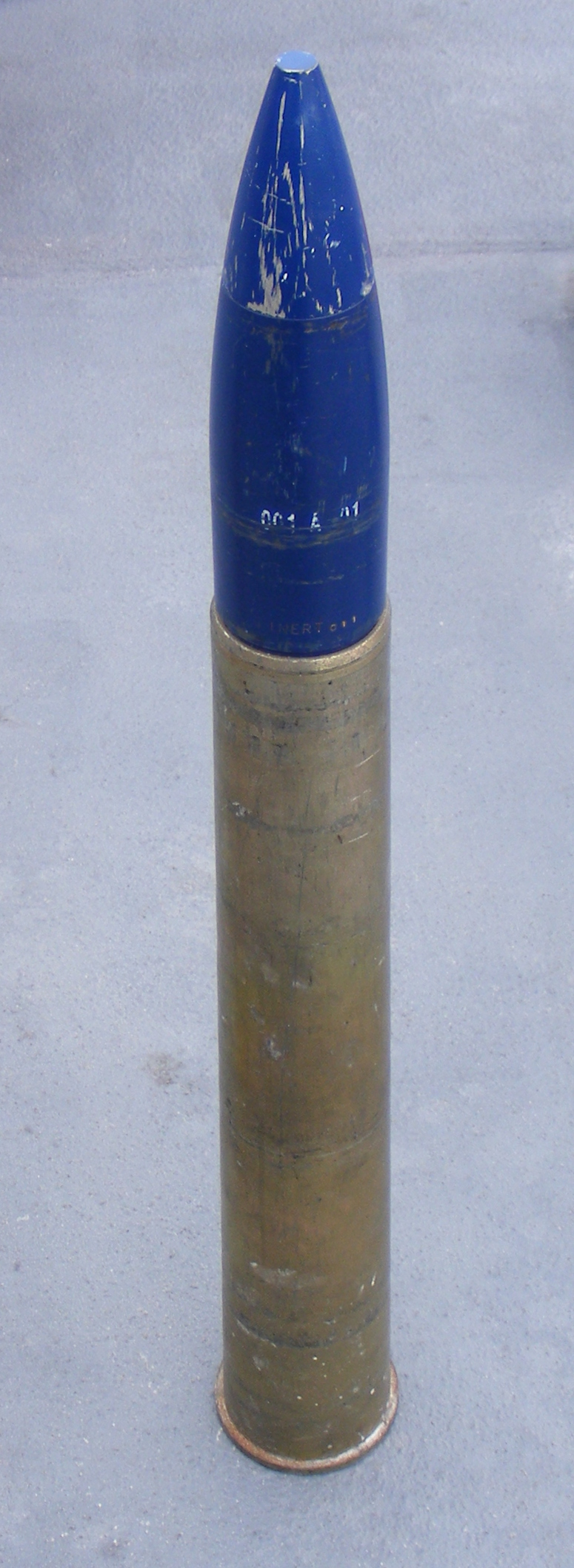
Nabój treningowy kalibru 76 mm

Amunicja treningowa – amunicja stosowana do prowadzenia treningów działoczynów (ładowania, odpalania) i wykonywania rzutów. Wykonana jest z materiałów zastępczych i elementów amunicji bojowej. Jest bezpieczna w czasie eksploatacji, ponieważ nie zawiera materiałów wybuchowych.

## Oznaczenia w Wojsku Polskim
W Polsce celu odróżnienia jej od amunicji bojowej malowana jest na kolor czarny (z wyjątkiem amunicji strzeleckiej i artyleryjskiej kalibru do 23 mm). Dodatkowym oznaczeniem tej amunicji jest napis TRENINGOWY znajdujący się na każdym zasadniczym elemencie naboju. Amunicja kalibru do 23 mm wyróżnia się zbitą spłonką oraz 3−6 wzdłużnymi wgłębieniami umieszczonymi symetrycznie na kadłubie łuski.
Zapalniki zastępcze (balistyczne) malowane są na czarno z naniesionym na kadłubie lub innej części białym paskiem. Opakowania wzdłuż dolnej krawędzi ścianki czołowej mają umieszczony biały pasek i napis TRENINGOWY.